# Gmina Norrtälje
Gmina Norrtälje (szw. Norrtälje kommun) – gmina w Szwecji, w regionie Sztokholm, z siedzibą w Norrtälje.
Pod względem zaludnienia Norrtälje jest 40. gminą w Szwecji. Zamieszkuje ją 54 366 osób, z czego 49,88% to kobiety (27 118) i 50,12% to mężczyźni (27 248). W gminie zameldowanych jest 2102 cudzoziemców. Na każdy kilometr kwadratowy przypada 27,2 mieszkańca. Pod względem wielkości gmina zajmuje 41. miejsce.